# Albania Tarantina

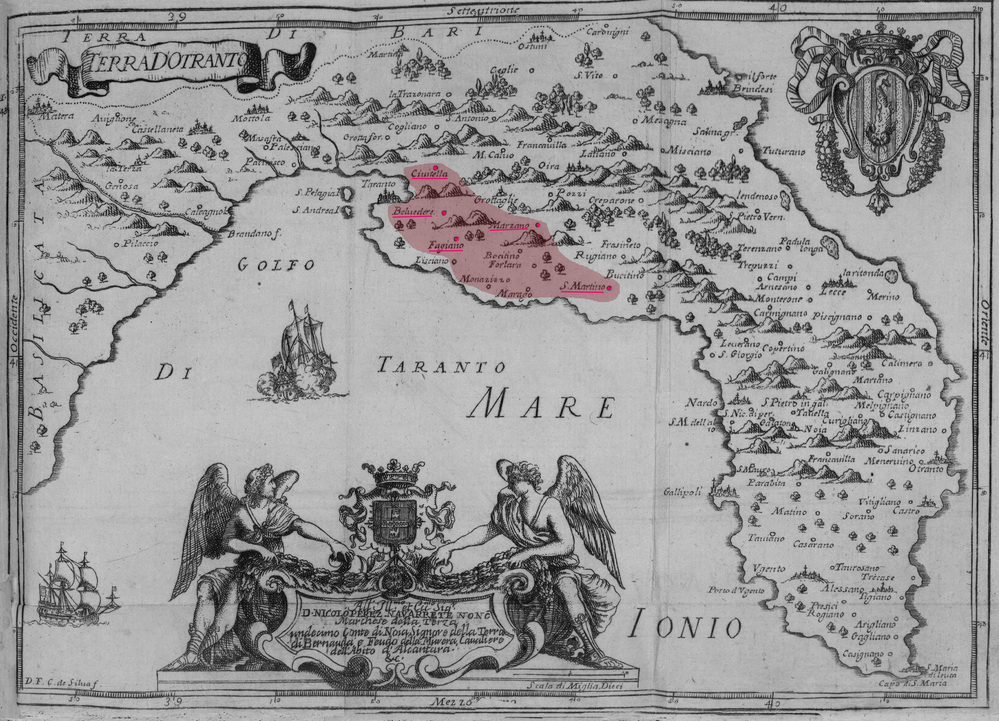
Ungefähre Lage der Albania Tarantina zwischen 1470 und 1540

Mit Albania Tarantina (auch: Albania Tarentina; „tarentinisches Albanien“) bezeichnen Historiker ein Gebiet südlich von Tarent, das zur Albania Salentina in der historischen Provinz Terra d’Otranto gehörte und in dem zwischen 1470 und 1530 Siedlungen von albanischen Soldaten und Flüchtlingen (welche vor der Eroberung Albaniens durch die muslimischen Osmanen flohen) gegründet wurden. Die Nachkommen dieser Siedler zählen zur ethnischen Minderheit der Arbëresh, die in Italien durch das Gesetz Nr. 482 „Zum Schutz der historischen Sprachminderheiten“ vom 15. Dezember 1999 geschützt werden.
Zur Albania Tarantina gehörten 14 Siedlungen. Die erste albanische Siedlung, die im Tarentinischen entstand, war Faggiano vor 1470. 1514 gründeten albanische Familien aus Fragagnano die Siedlung Montisparani (heute: Monteparano). 1517 entstanden Carosino und San Crispieri (heute eine Fraktion von Faggiano) und 1518 Monteiasi. 1519 erhielt der Stratiotenkapitän Lazzaro Mattes (oder Lazaro Mathes) für seine Verdienste an die Krone von Karl V., König von Neapel (1504–1516), die „Casali“ Roccaforzata, San Martino (erloschen) und Belvedere (erloschen) mit dem Privileg, sie von seinen Landsleuten besiedeln zu lassen. Um 1520 entstand Montemesola, gefolgt von San Giorgio im Jahr 1524, San Marzano (heute: San Marzano di San Giuseppe) im Jahr 1530 und Civitella im Jahr 1540. Weitere Siedlungen waren  Fragagnano und Mennano (schon 1578 erloschen) mit Cappella Santa Maria della Camera.
Albaner lebten auch in Castellaneta, Martina Franca, Monacizzo, Mottola, Mutunato (heute zirka 3 km außerhalb von Avetrana) und Palagiano.

## Geschichte
Das Gebiet war Kampfgebiet während des von den Franzosen angeschürten Aufstandes der lokalen Barone (1459–1462) gegen den König von Neapel, Ferdinand I. (1458–1494) aus dem spanischen Haus Trastámara. Anführer der Barone war Giovanni Antonio Orsini del Balzo, Fürst von Tarent, auf der Seite des Thronprätendenten René von Anjou. Ferdinand I. sah sich in den Jahren 1459, 1460 und 1461 wiederholt dazu gezwungen, den albanischen Fürsten Gjergj Kastrioti, genannt Skanderbeg, um Unterstützung zu bitten.

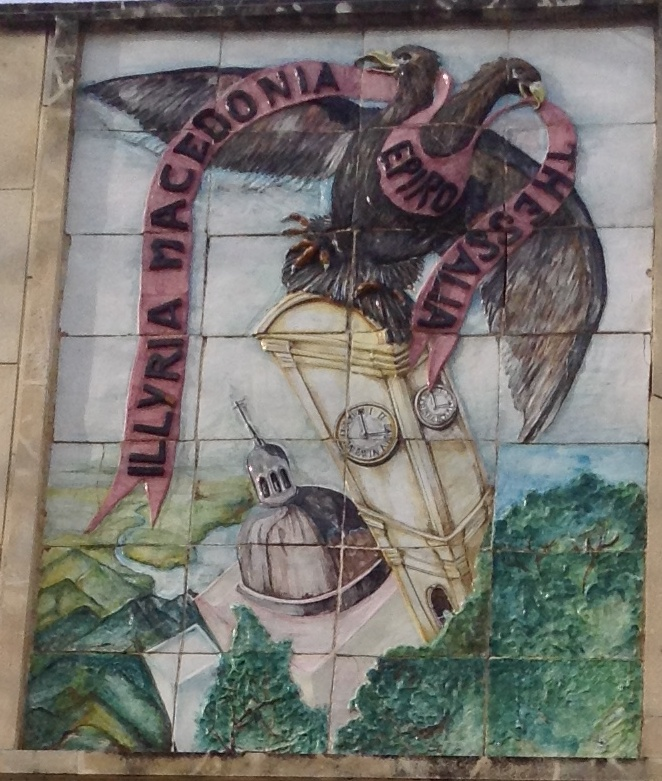
Von Illyrien, Makedonien, Epirus, Thessalien nach San Marzano di San Giuseppe; vom byzantinischen Ritus zum römischen Ritus

Nachdem die Truppen des Rebellen Giovanni Antonio Orsini del Balzo in Barletta und Trani besiegt worden waren, wandten sich Skanderbegs Truppen nach Süden ins Fürstentum Tarent, wo sie Verwüstung hinterließen. Sie fällten die Obstbäume, zündeten die Häuser an und ließen die Bewohner, die widerstanden, die „Schärfe des Schwertes spüren“. Aus einer Korrespondenz vom Oktober 1460 zwischen Giovanni Antonio Orsini del Balzo und Skanderbeg wissen wir, dass die Soldaten Skanderbegs das Gebiet östlich von Tarent geplündert haben. Orsini warf dabei Skanderbeg vor, dass er seine „Felder geplündert“ hätte und “… Dispoliasti agros meos et in meos subditos crudeliter debacchatus es, bellum, primum intulisti …” (grausam in der Kunst des Krieges gegen seine Untertanen vorgegangen sei.)
Giovanni Antonio Orsini del Balzo kam zwischen dem 14. und 15. November 1463 unter mysteriösen Umständen ums Leben. Er wurde im Schloss von Altamura in der heutigen Provinz Bari von Paolo Tricarico erwürgt. Sein Fürstentum wurde 1465 von König Ferdinand I. ins Königreich Neapel einverleibt.
Das von den albanischen Soldaten selbst zerstörte Land sollte später zur Albania Tarantina werden. Den Soldaten, die es vorzogen, im Königreich Neapel zu bleiben, und den albanischen Flüchtlingen, die nach dem Tod Skanderbegs (1468) ins Königreich Neapel kamen, wurden Privilegien wie eine zehnjährige Steuerbefreiung und volle administrative Autonomie gewährt.
Während man von den Arbëresh-Gemeinden in den Abruzzen, in Molise, Kampanien, Nordapulien, Basilikata, Kalabrien und auf Sizilien ziemlich sicher weiß, woher sie kamen, ist das nicht so, was die Albania Tarantina betrifft.

## Religion
Die Albaner brachten aus ihrem Geburtsland Südalbanien neben ihrer albanischen Sprache, ihren Sitten und Gebräuchen auch ihre Religion nach griechisch-byzantinischem Ritus in die neue Heimat mit. Mit der Bulle von 1536 gab Papst Paul III. den Albanern in Italien volle Anerkennung innerhalb des Katholizismus.
Die Gemeinden der Albania Tarantina haben im Laufe der Jahrhunderte ihren griechisch-byzantinischen Ritus verloren und sind in den ersten zwei Jahrhunderten unter dem Druck des Erzbischofes von Tarent, Lelio Brancaccio, zum lateinischen Ritus übergegangen.

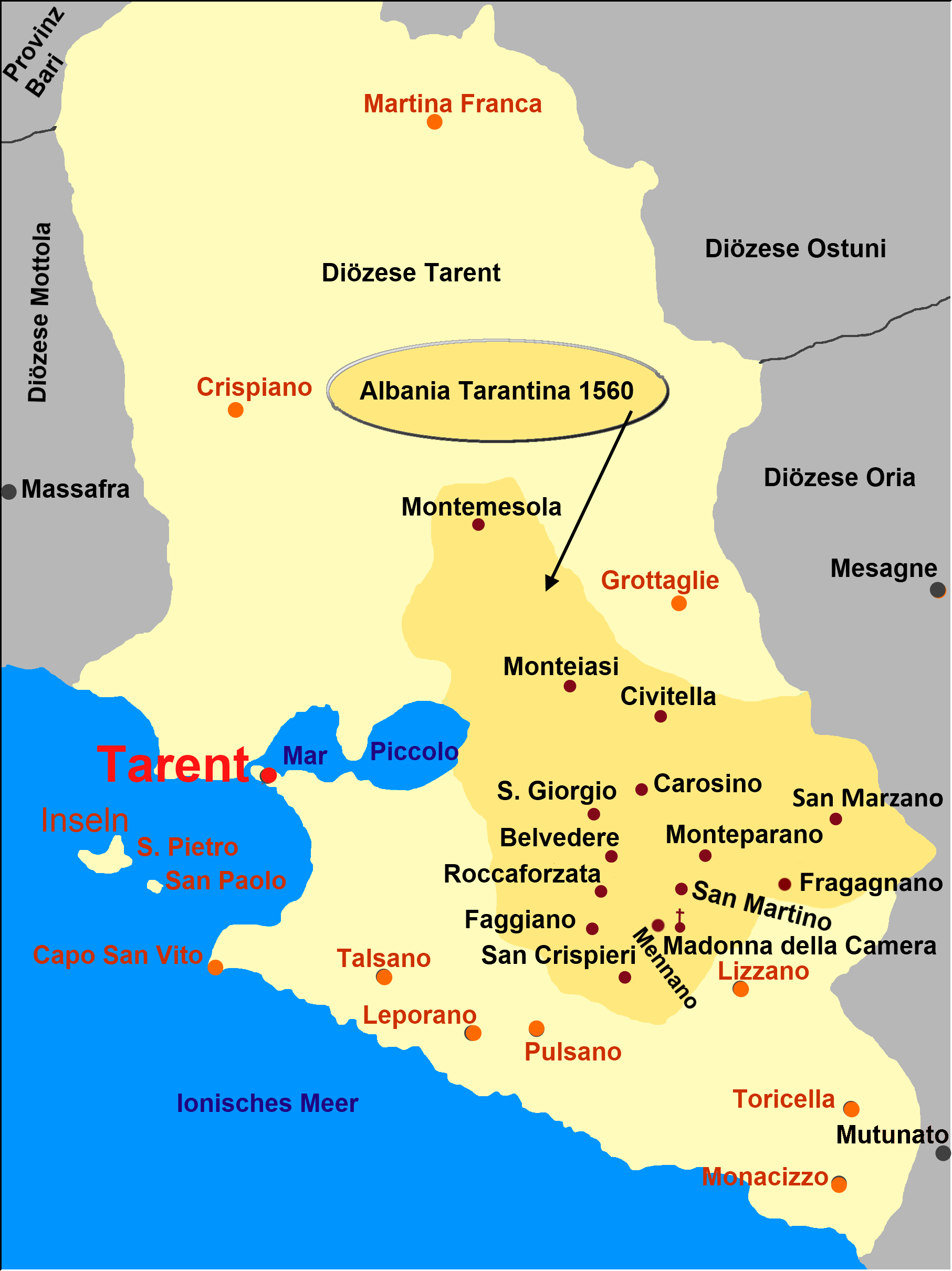
Albania Tarantina im Jahr 1560

Als Lelio Brancaccio im Jahr 1578 einen Besuch in der „Albania Tarantina“ abstattete, fand er folgende Papas vor:
1. Belvedere: Todaro Xafilo
2. Civitella: Giovanni Turco, Kapelan[22]
3. Carosino: Papas Duca[23] und der Kapelan Demetrio Capuzio
4. Faggiano: Pietro Pigonati
5. Monteparano: Demetrio Sirchio
6. Roccaforzata: Pietro Psatillo und Demetrio Palumbo
7. San Crispieri: Lazaro Borschi
8. San Giorgio Jonico: Luca Papocchia
9. San Martino: Demetrio Savina
10. San Marzano: Demetrio Cabascia

## Reste albanischer Kultur

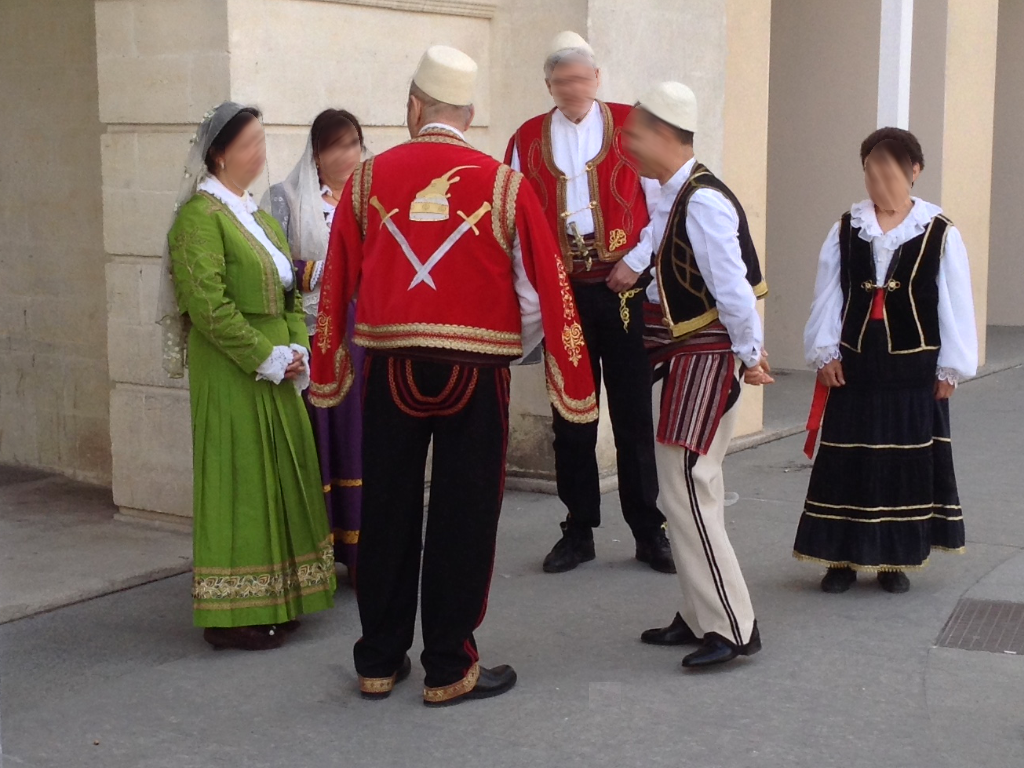
Arbëresh-Tracht von San Marzano di San Giuseppe

In einigen Orten gibt es noch einige architektonische Hinweise (typische Schornsteine, Kirchen oder Reste von Kirchen, Ruinen) der Arbëresh.
Im historischen Zentrum von Carosino findet man noch einen typischen Arbëresh-Schornsteine in Largo Dante Nr. 43–41 . Nordöstlich von Carosino befand sich einst das Casale Civitella, von dem heute nur noch die Masseria zu sehen ist. 
In Monteiasi gibt es heute außer einigen typischen albanischen Nachnamen keine weiteren Spuren.
Etwa 300 Meter außerhalb von San Crispieri (heute Fraktion von Faggiano) befindet sich die Ruine der Chiesa di Santa Maria di Costantinopoli .
Auf der Straße von Tarent nach San Giorgio Jonico gibt es in Via Simone Veil  noch einen typischen Arbëresh-Schornstein. Ein weiterer Arbëresh-Schornstein befindet sich in Via Cesare Battisti in der Nähe des Castello D’Ayala Valva in Largo Osanna , und in Via Madonna della Croce findet man die Cappella della Madonna della Croce , die dort gebaut wurde, wo einst die Kirche Santa Maria della Presentazione der Arbëresh stand. Von Via Pier Giovanni Zingaropoli aus kann man die Reste des ehemaligen Casale Belvedere betrachten. 
Zirka 2 km südöstlich von Roccaforzata befindet sich die Wallfahrtskirche Santa Maria della Camera  und die Reste des Casales Mennano. 
In San Marzano di San Giuseppe befindet sich in Largo Prete der Palazzo Capuzzimati (auch: Palazzo Marchesale, Palazzo Casalini) aus dem 16. Jahrhundert mit der privaten Chiesa San Gennaro der Familie Casalini , in Via Giorgio Castriota zwei antike Arbëreshhäuser mit den typischen albanischen Schornsteinen  und drei km nordwestlich vom Zentrum die Kirche des Wallfahrtsortes „Madonna delle Grazie“ aus dem 17. Jahrhundert, dessen Kirchenfassade mit Elementen der albanischen Schule dekoriert sind .
San Marzano di San Giuseppe ist heute der einzige Ort, der die konservative vor-osmanische albanische Sprache (Gluha Arbëreshë) sowie einige Traditionen, Bräuche, Lieder und Tänze der albanischen Heimat bewahrt hat.

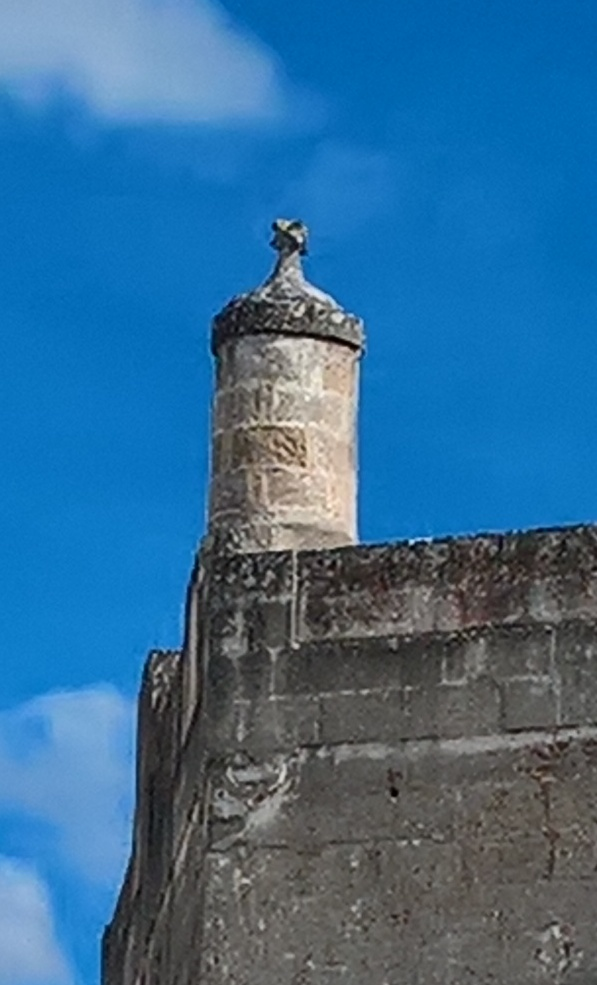
Typischer Arbëresh-Schornstein in Carosino
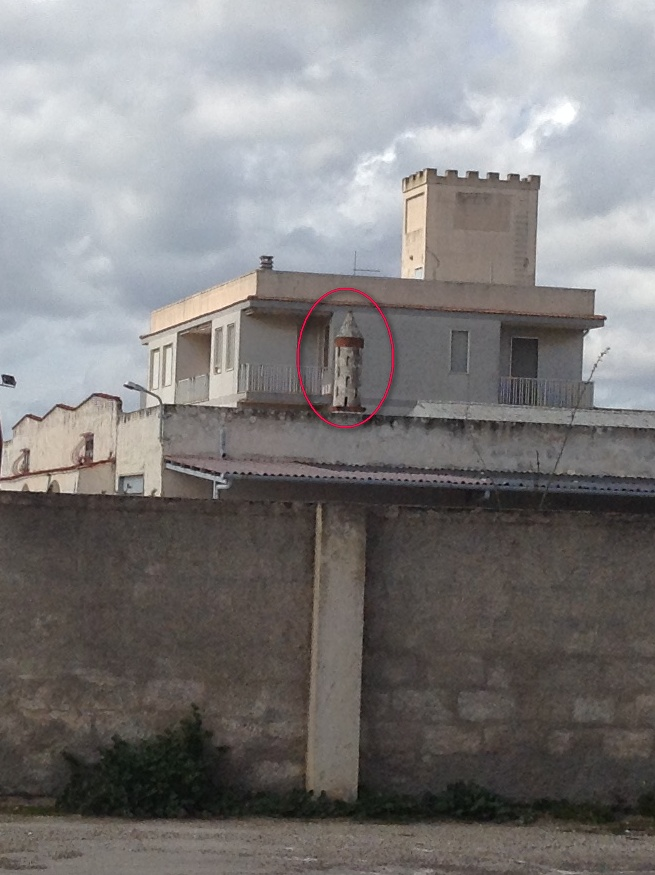
Typischer Arbëresh-Schornstein in Via Simone Veil
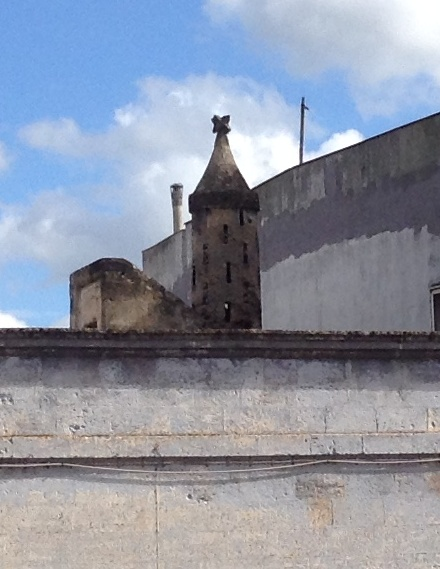
Typischer Arbëresh-Schornstein in San Giorgio Jonico
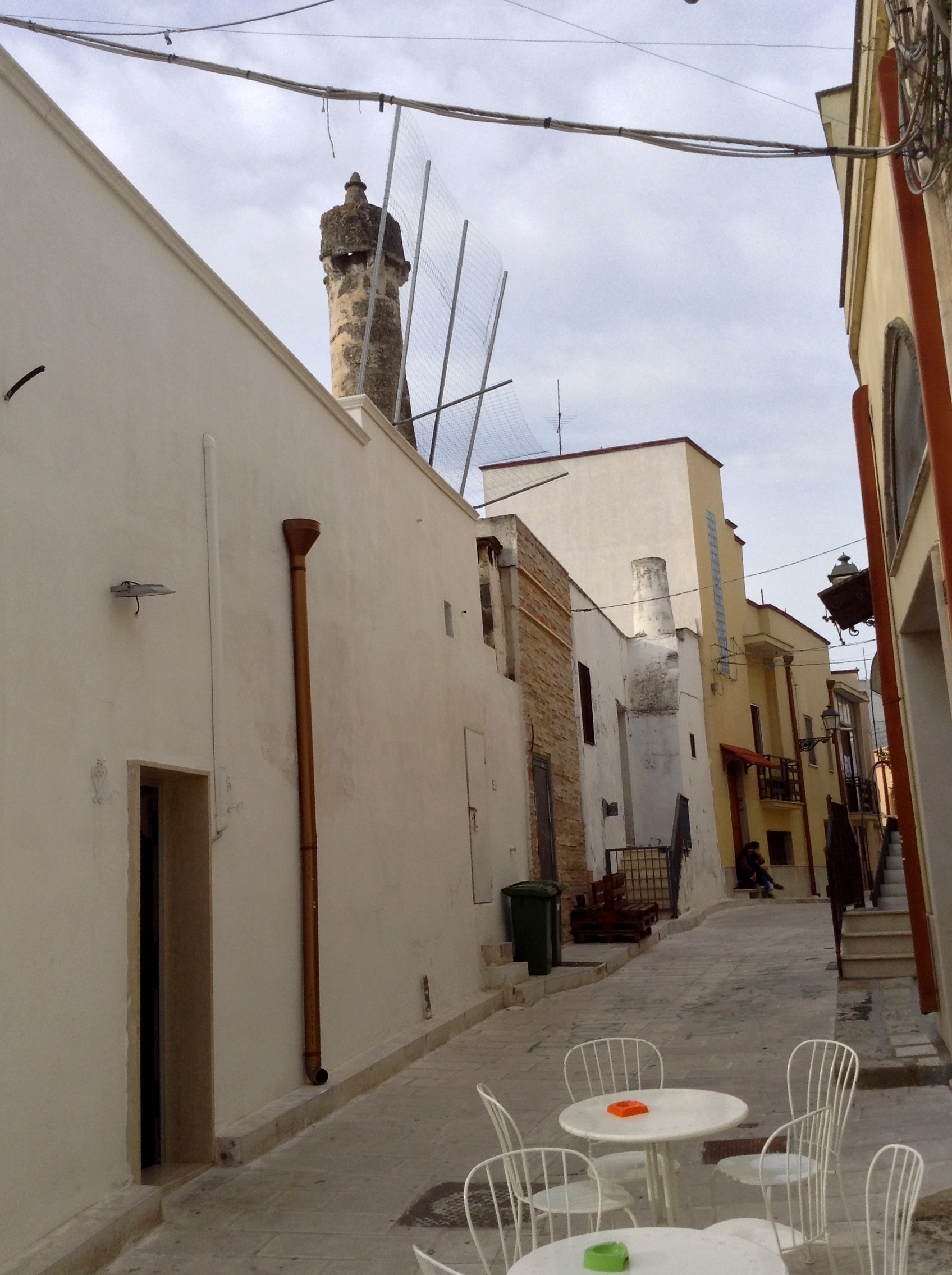
Typischer Arbëresh-Schornstein in San Marzano di San Giuseppe
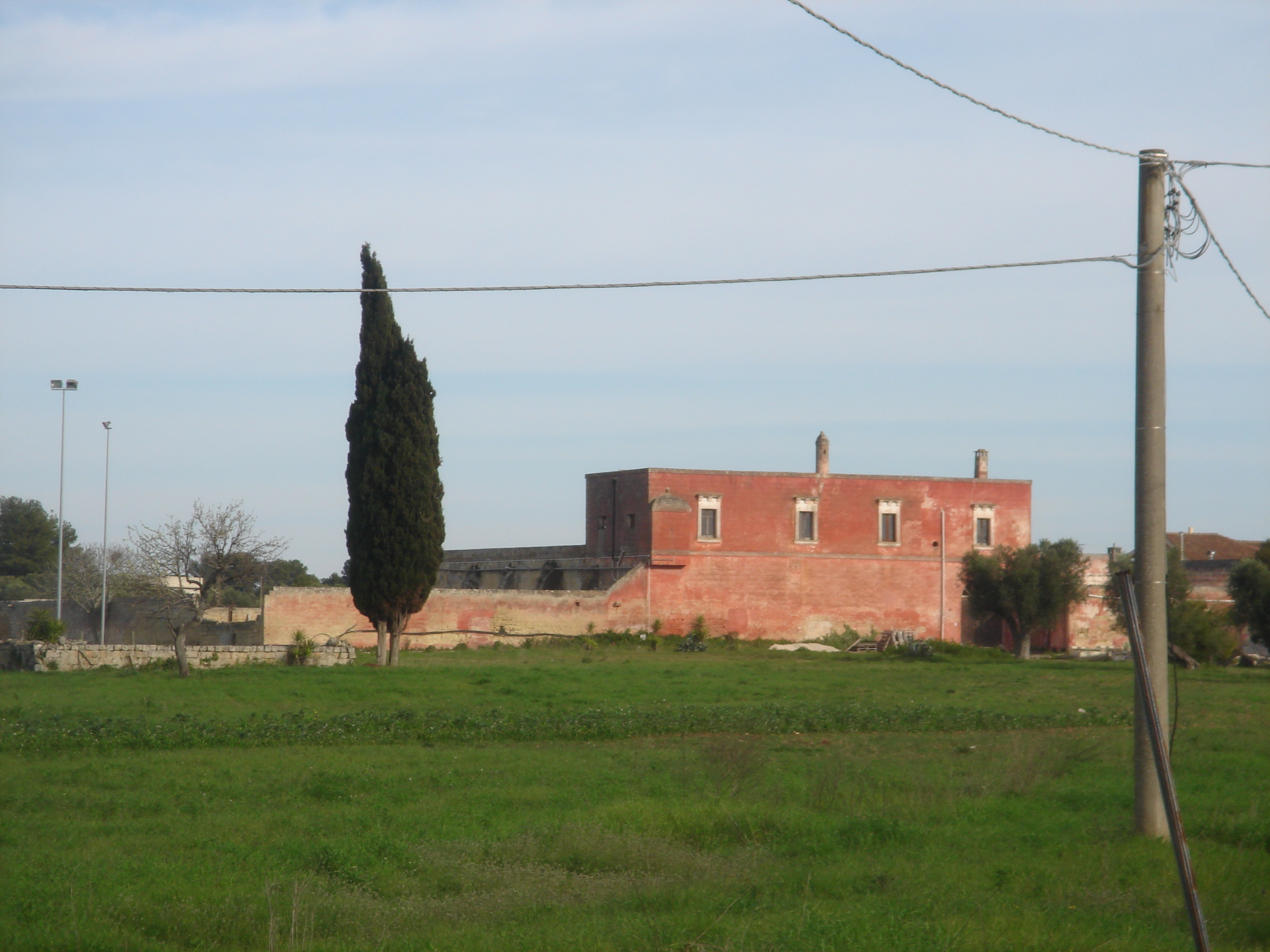
Masseria Casa Rossa mit typischem albanischen Schornstein in San Marzano di San Giuseppe
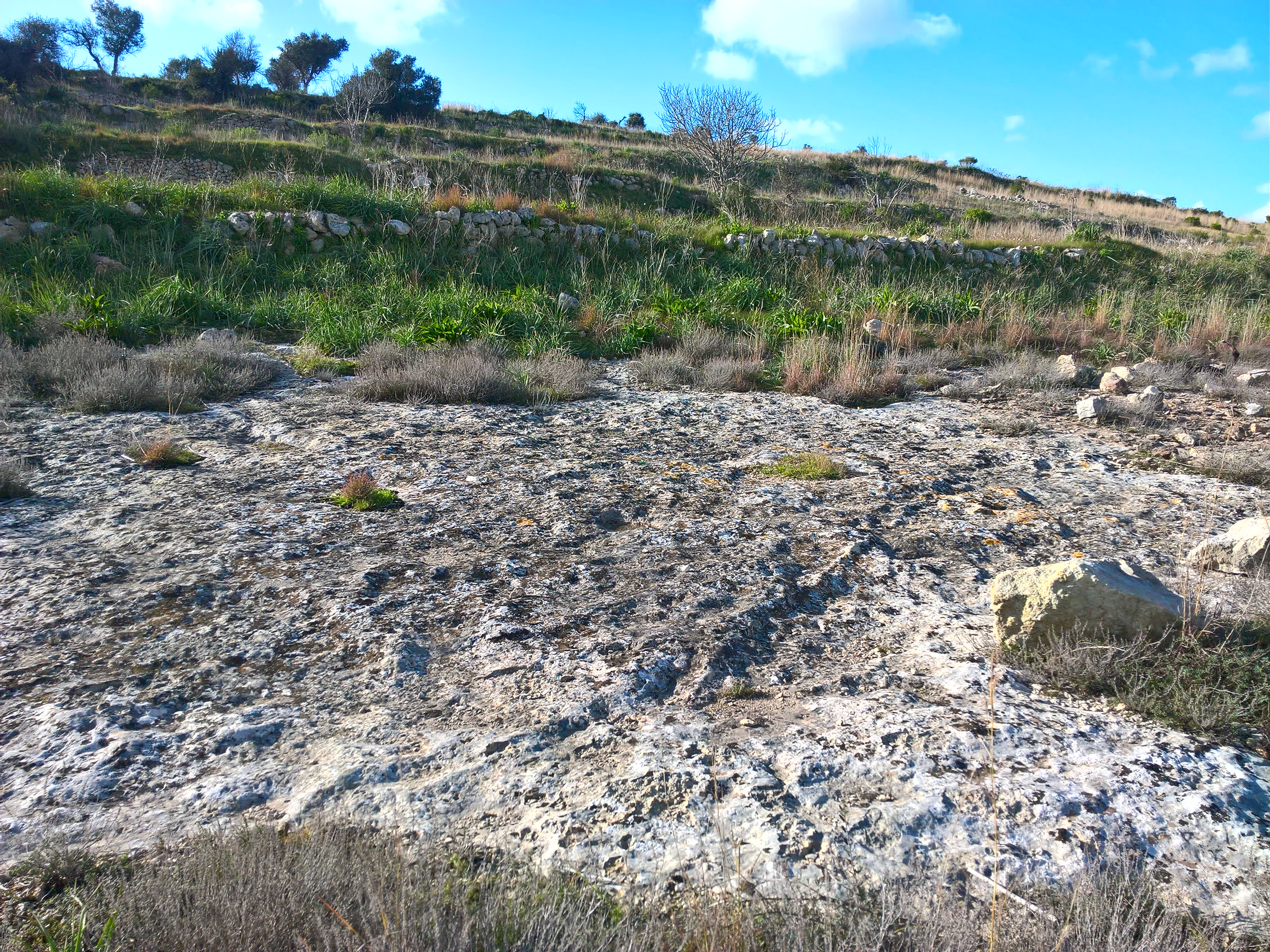
Die Reste des Casales Belvedere
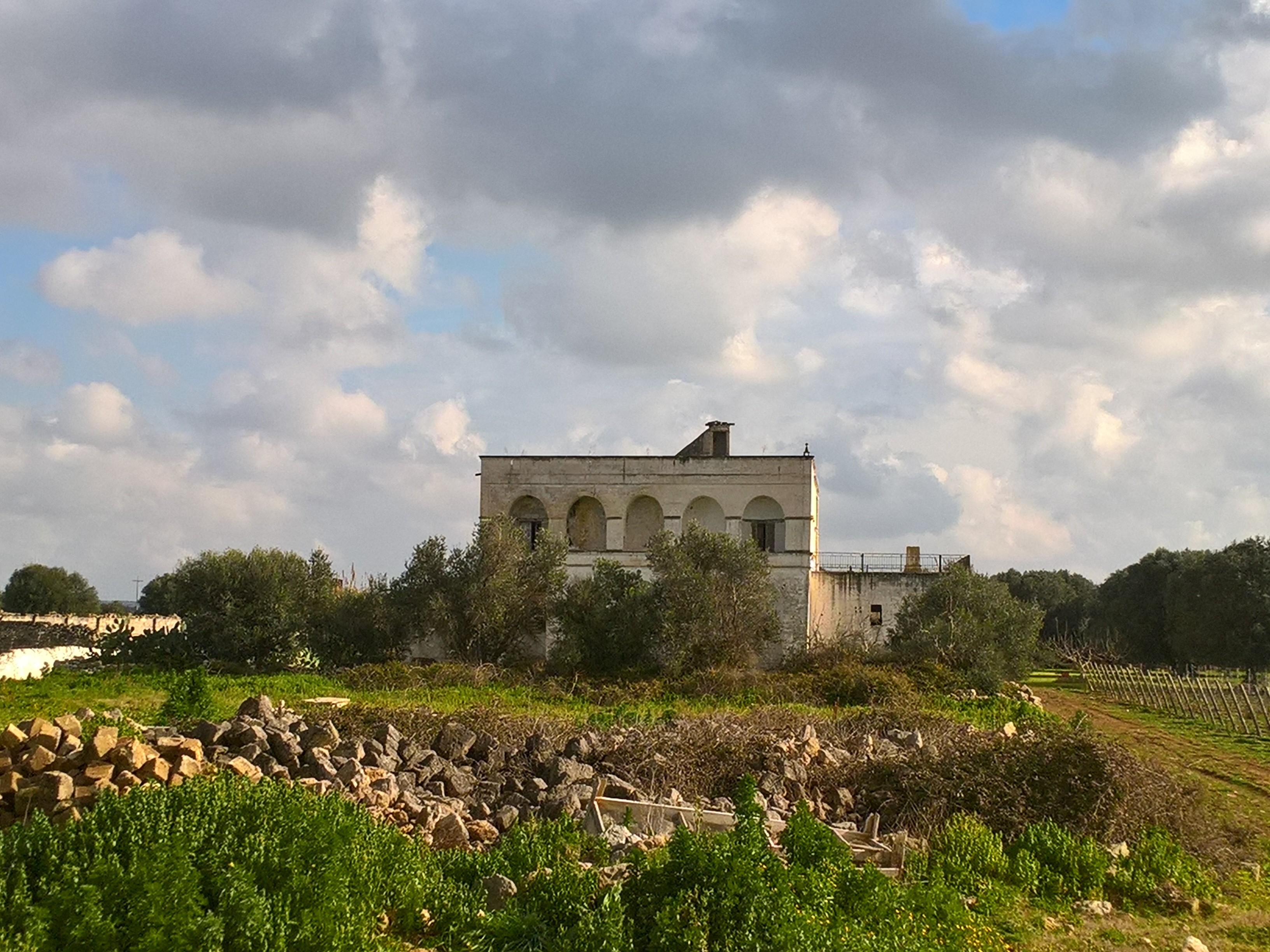
Masseria Civitella
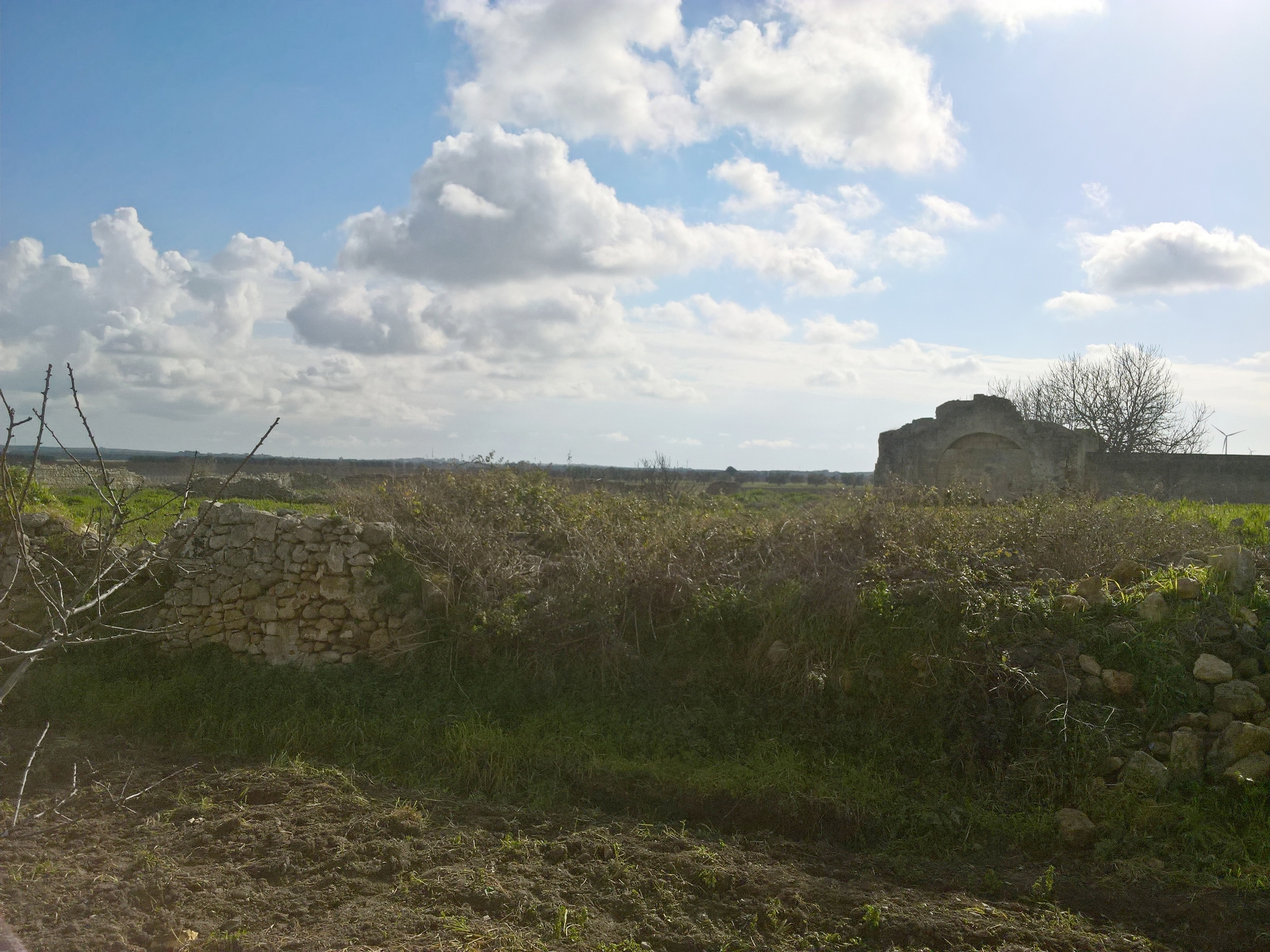
I resti del casale Mennano
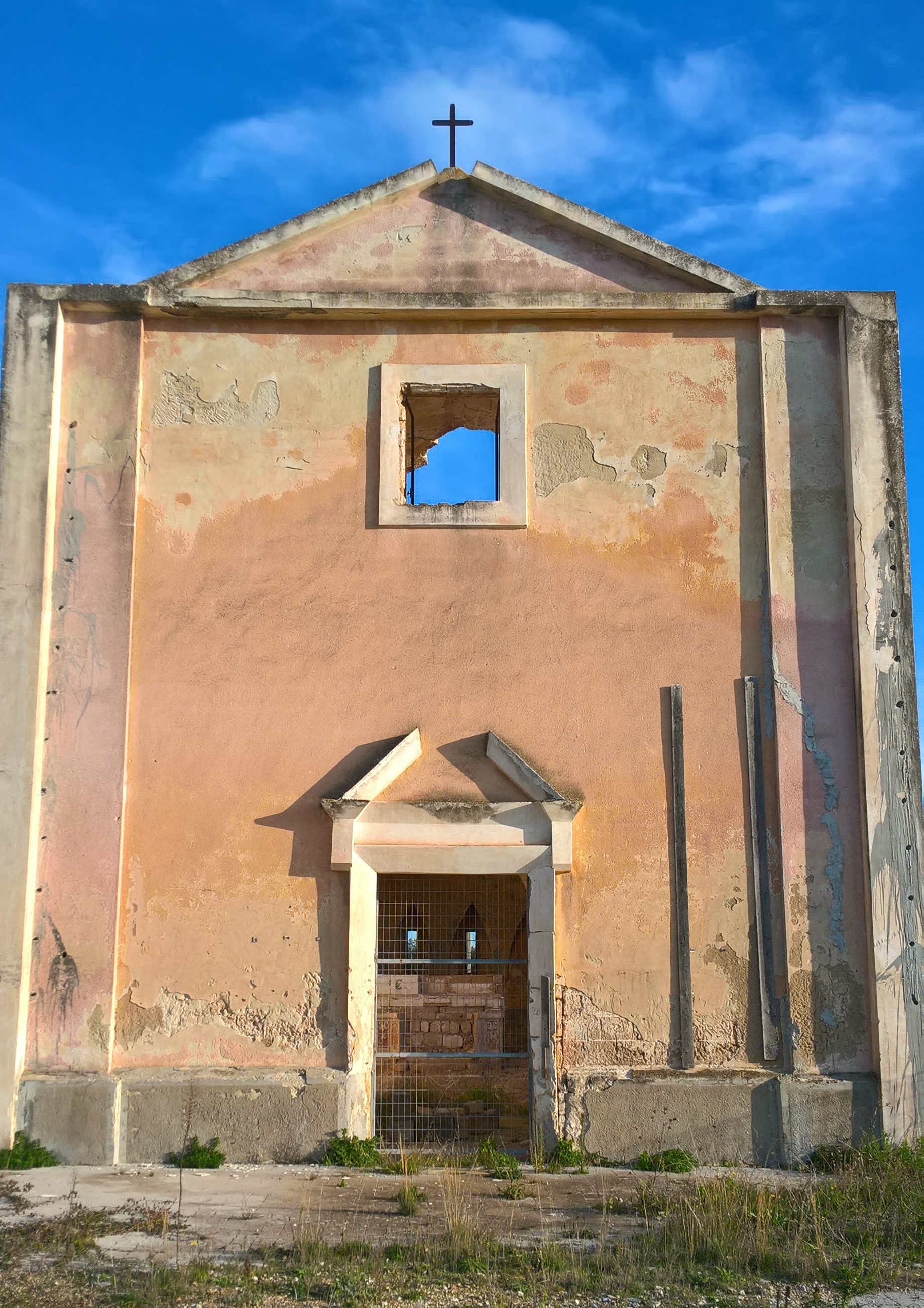
Reste der Chiesa Santa Maria di Costantinopoli in San Crispieri
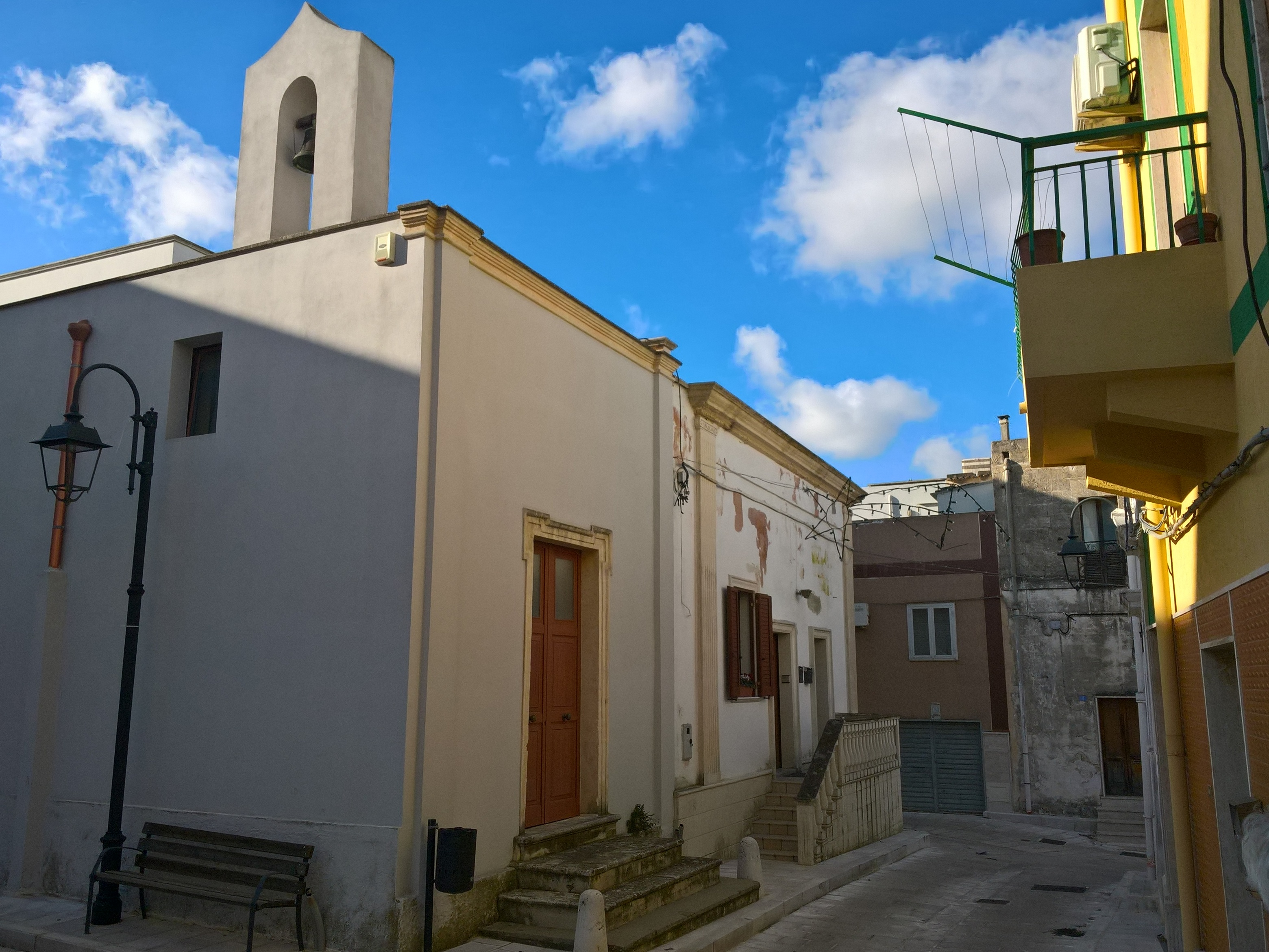
Cappella della Madonna della Croce in San Giorgio Jonico
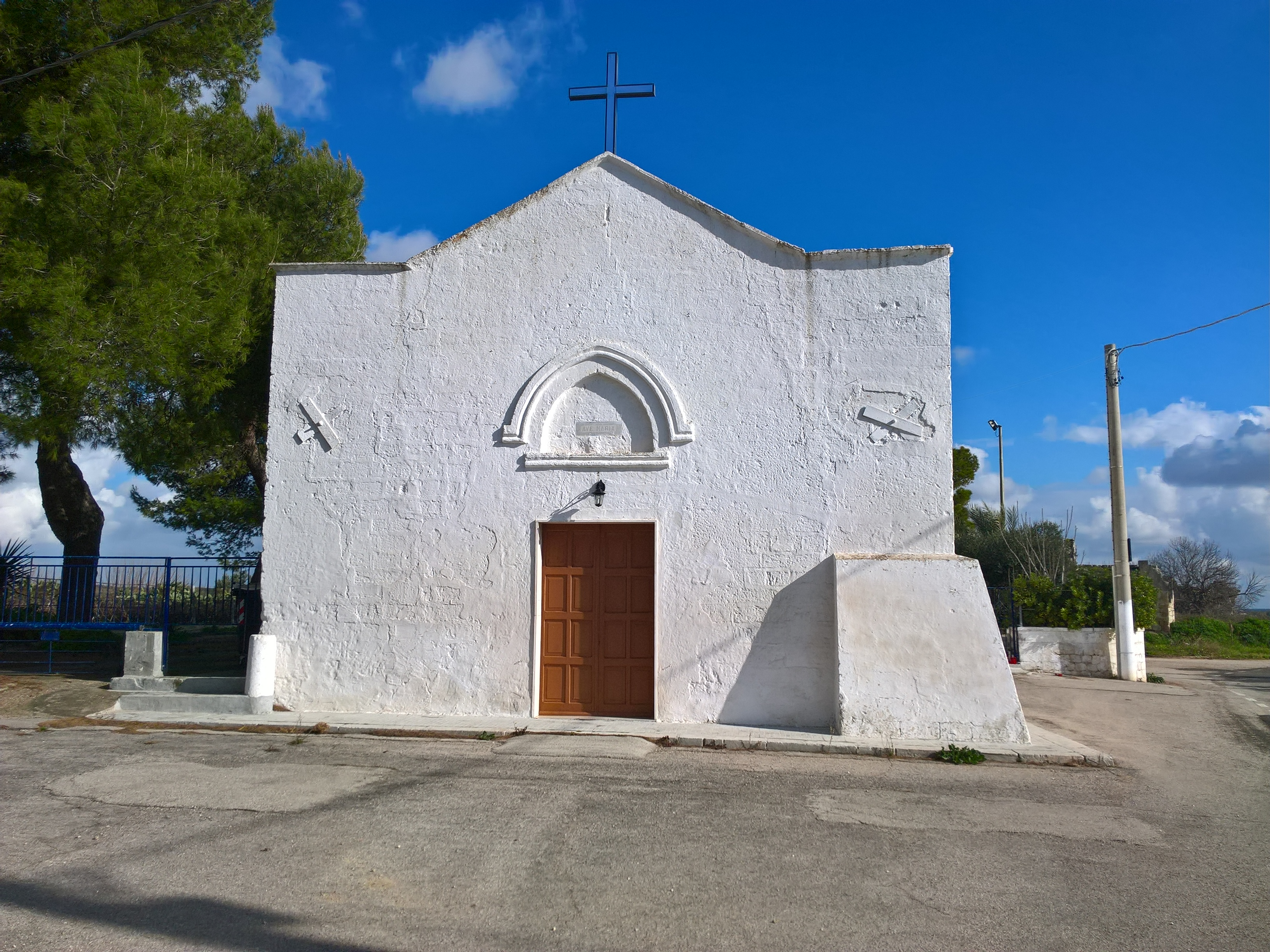
Santuario Madonna della Camera
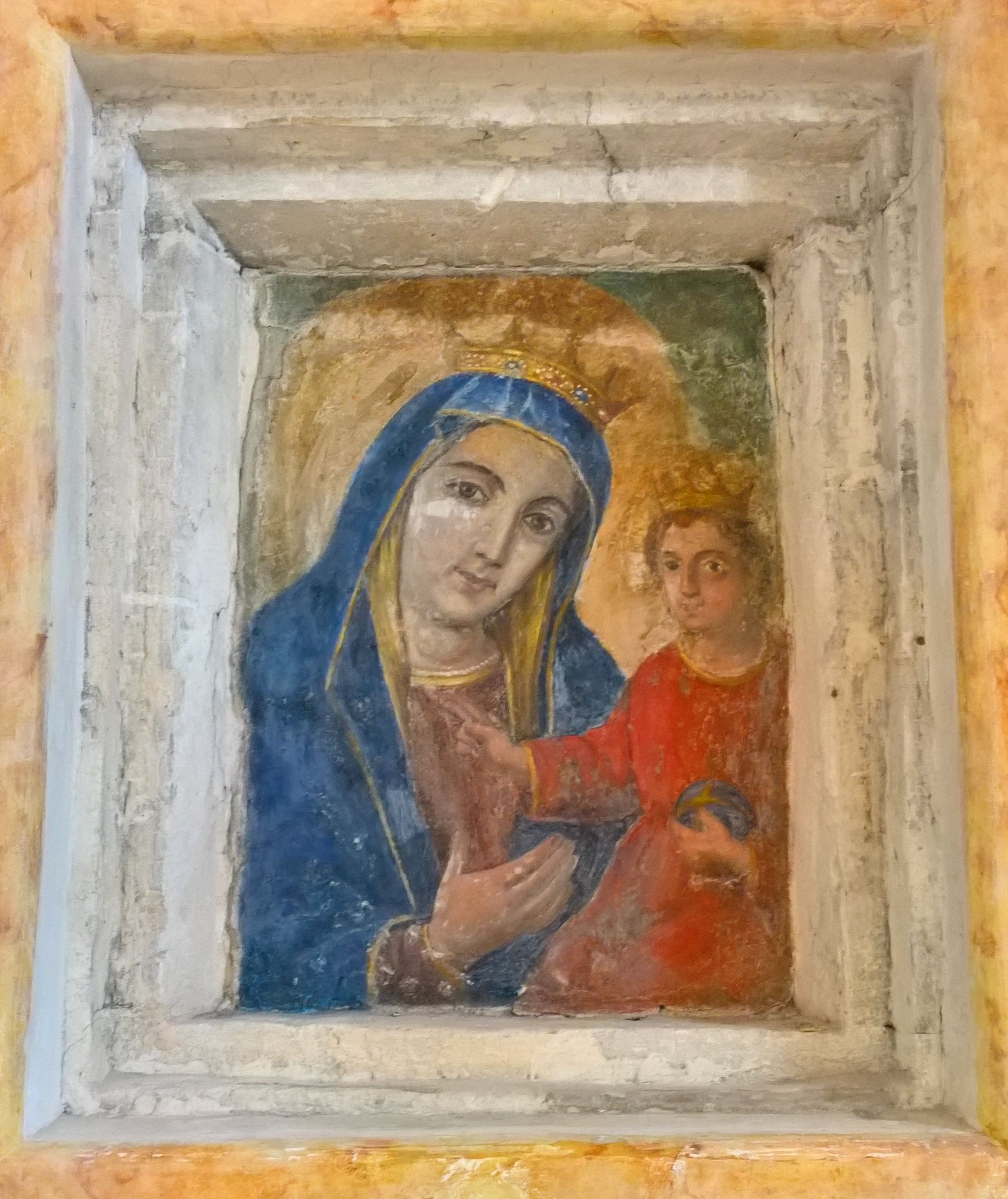
Madonna mit Kind
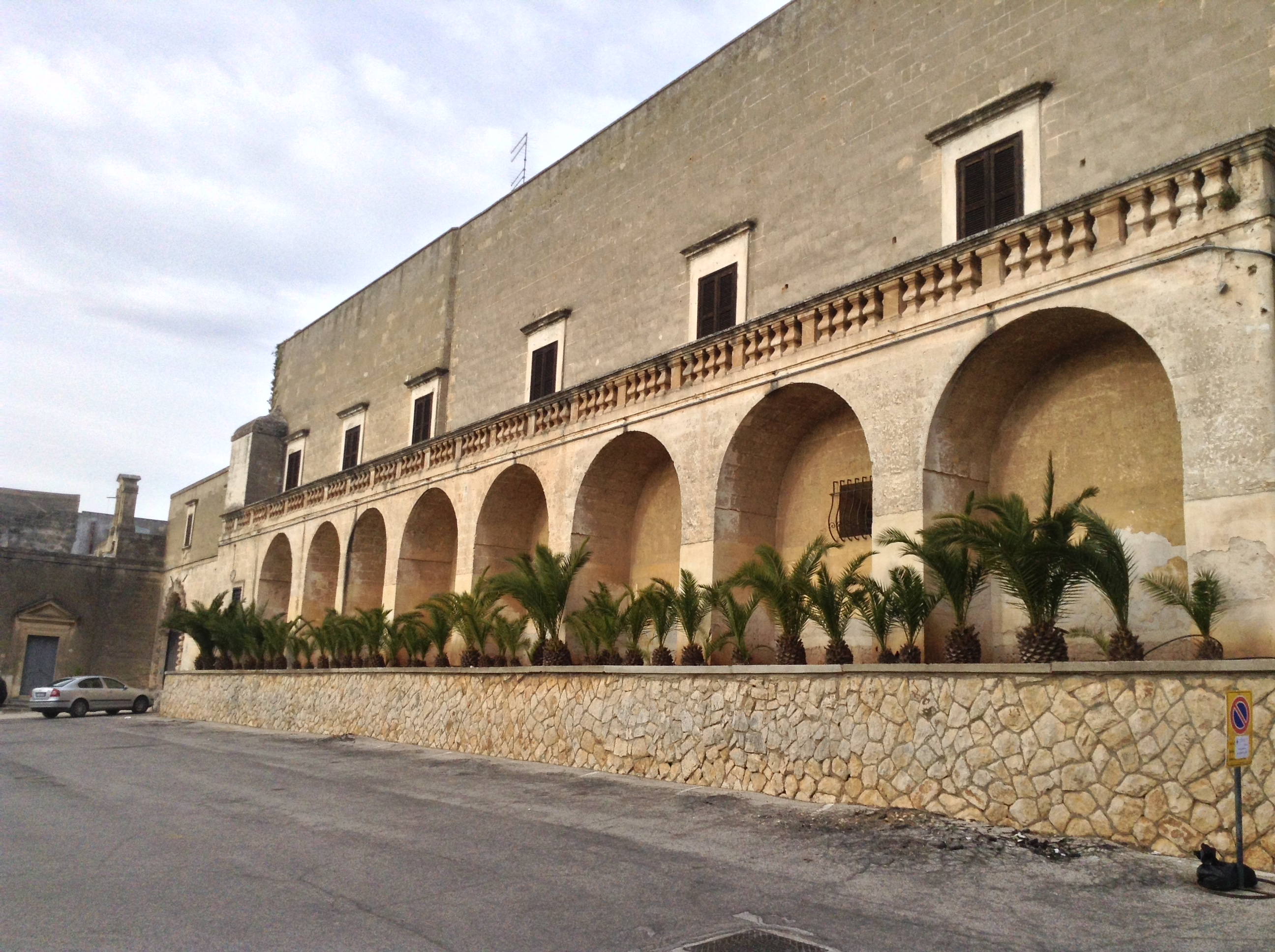
Palazzo Capuzzimati in San Marzano di San Giuseppe mit Chiesa San Gennaro aus dem 16. Jahrhundert
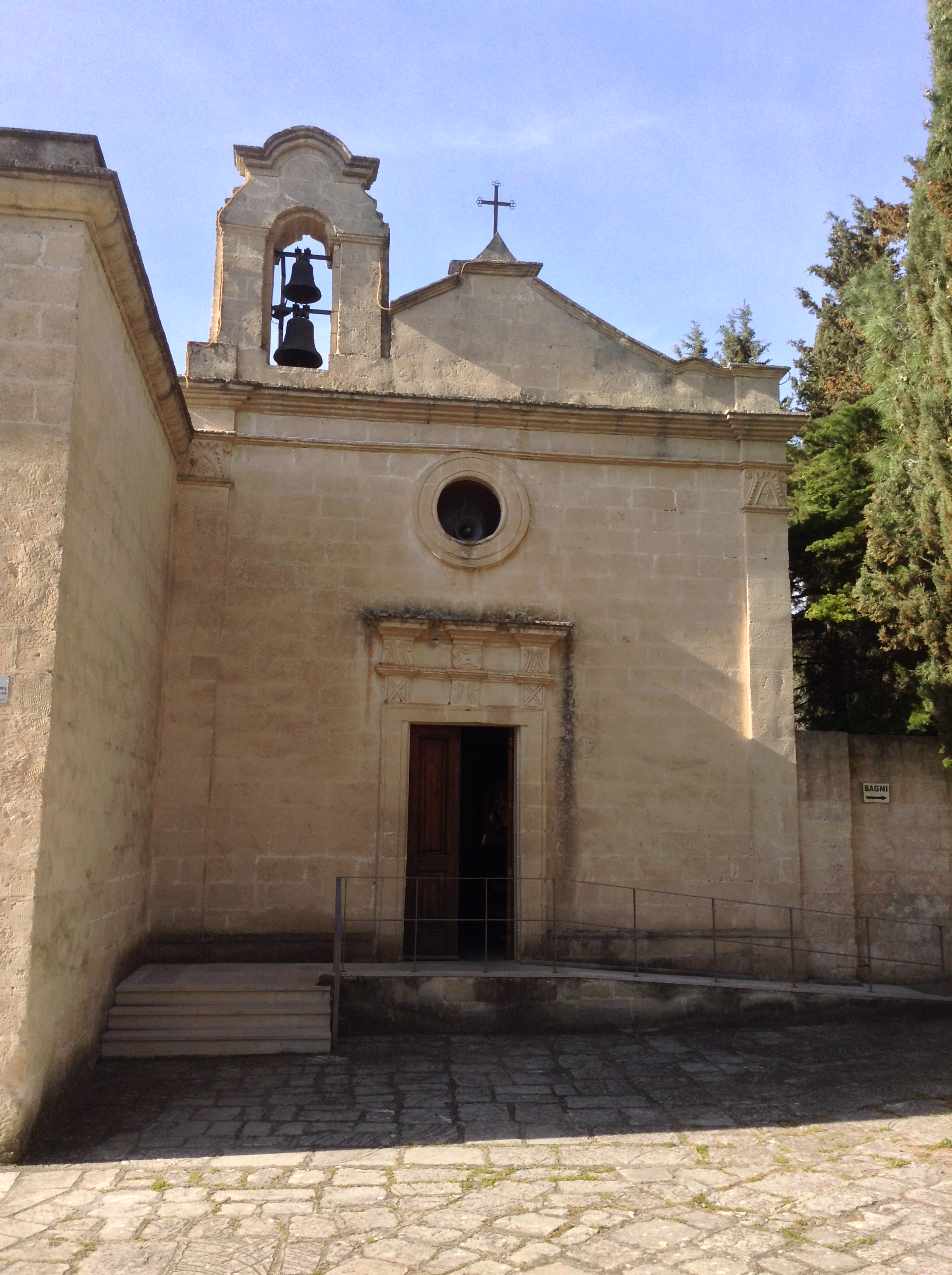
Wallfahrtskirche Madonna Delle Grazie